# 磯尖條鰍
磯尖條鰍（學名：Oxynoemacheilus insignis）為輻鰭魚綱鯉形目條鰍科尖條鰍屬的其中一種。分布於亞洲大馬士革河及約旦河流域，由於過度使用、築壩和降雨量減少以及污染造成的河流和溪流乾涸，它受到威脅。 在敘利亞，它已從巴拉達河中滅絕，現在只能在大馬士革以西的阿瓦吉河上游找到，本魚體延長呈圓柱形，口亞下位，具觸鬚3對，側線明顯，體色黃褐色，腹部白色，頭部及身體布滿褐色的雲狀斑，魚鰭淡黃色，背鰭及尾鰭具黑色斑紋，體長可達12公分，棲息在河川底層水域，生活習性不明。

## 扩展阅读
維基物種上的相關：磯尖條鰍